# (24793) 1993 UT
1993 يو تي (ويعرف أيضًا باسم (24793) 1993 يو تي وفق تسمية الكوكب الصغير) (بالإنجليزية: 1993 UT)‏ هو كويكب ضمن حزام الكويكبات؛ وترتيبه 24793 من حيث الاكتشاف.
اكتُشف هذا الجُرم الفلكي بواسطة تاكيشي أوراتا ‏ في 22 أكتوبر 1993.

## وصلات خارجية
- (24793) 1993 UT في قاعدة بيانات مختبر الدفع النفاث لأجرام النظام الشمسي الصغيرة

- الاكتشاف · مخطط المدار ·  العناصر المدارية · المعلمات المادية

- (24793) 1993 UT على موقع ويكي سكاي: DSS2, SDSS, GALEX, IRAS, Hydrogen α, X-Ray, Astrophoto, Sky Map, Articles and images